# Śluby panieńskie (Teatr Telewizji 2017)
Śluby panieńskie – spektakl Teatru Telewizji z 2017 roku w reżyserii Jana Englerta, będący inscenizacją sztuki Aleksandra Fredry pod tym samym tytułem i stanowiący rejestrację telewizyjną przedstawienia wystawianego od 2007 roku w Teatrze Narodowym w Warszawie. 

## Okoliczności realizacji
Wersja telewizyjna jest wiernym zapisem spektaklu scenicznego, który miał swoją premierę 21 kwietnia 2007 roku w Teatrze Narodowym i pozostał w repertuarze przez dziesięć kolejnych lat. Udział wzięła cała oryginalna obsada z Teatru Narodowego, z wyjątkiem zmarłej w 2010 roku Gabrieli Kownackiej, po której rolę Pani Dobrójskiej przejęła, zarówno w spektaklach teatralnych, jak i w rejestracji telewizyjnej, Katarzyna Gniewkowska.
Jan Englert wpadł na pomysł wystawienia Ślubów panieńskich z Marcinem Hycnarem i Patrycją Soliman w obsadzie, kiedy jako pedagog pracujący z nimi w Akademii Teatralnej w Warszawie, zobaczył ich grających razem słynną scenę pisania listu do Anieli z tej sztuki. 
Reżyser dokonał niewielkiej adaptacji tekstu Fredry, polegającej przede wszystkim na dodaniu kilku, kierowanych bezpośrednio do publiczności, krótkich monologów Radosta, które zaczerpnął z dwóch innych dzieł tego samego autora - Trzy po trzy i Zapisków starucha. W efekcie, znacznie mocniej niż w tekście oryginalnym, wyeksponowany zostaje wątek refleksji starzejącego się bohatera nad przemijaniem, starością i śmiercią. 

## Obsada
- Marcin Hycnar jako Gustaw
- Kamilla Baar-Kochańska jako Klara
- Patrycja Soliman jako Aniela
- Grzegorz Małecki jako Albin
- Jan Englert jako Radost
- Katarzyna Gniewkowska jako Pani Dobrójska
- Jan Bogdański jako Jan
- Dorota Rubin jako Dziewczyna